# ГЕС Аньгу
ГЕС Аньгу (кит. 安谷水电站, пін. Angu) — гідроелектростанція у центральній частині Китаю в провінції Сичуань. Знаходячись після ГЕС Шавань, становить нижній ступінь каскаду на річці Дадухе, правій притоці Міньцзян (великий лівий доплив Янцзи).
В межах проекту річку перекрили бетонною греблею висотою 23 метра та довжиною 674 метра, яка створила витягнуте на 11,4 км водосховище з об'ємом 63,3 млн м3 та нормальним рівнем поверхні на позначці 398 метрів НРМ. Для утримання водойми також знадобились ліво- та правобережні дамби довжиною 10,6 км та 4,7 км при висоті 24 та 18 метрів відповідно.
Інтегрований у греблю машинний зал обладнали чотирма турбінами типу Каплан потужністю по 190 МВт. Відпрацьована ними вода прямує по прокладеному паралельно руслу річки відвідному каналу довжиною 9,4 км, котрий дозволив збільшити доступний станції напір майже вдвічі — до 33 метрів. Крім того, частина води випускається біля греблі через турбіну потужністю 12 МВт. За рік комплекс забезпечує виробництво 3144 млн кВт-год електроенергії.